# 오에씨
오에씨(大江氏, おおえうじ)는 「大江」를 씨명으로 하는 씨족이다. 성(가바네)는 아손이다. 일본 고대부터 근세까지 귀족집안이었다. 겐지, 헤이지, 후지와라, 다치바나와 같은 성(본성)이고, 명자는 아니다.

## 나라 시대
고대의 씨족인 하지씨가 원류이다. 칸무 천황 즉위 10년이 되던 엔랴쿠 9년 (791년)에 친척관계인 하지 모로가미 등에게 오에(大枝)의 성을 내렸다.

## 헤이안 시대
866년 (죠우간 8년) 10월, 오에 오톤도가 성을 오에(大枝)에서 오에(大江)로 성을 고쳤다. 그 이유는, 가지 (분가)가 크면 몸체인 나무 줄기가 부러지는 (하극상) 것으로도 이어져 불길하다는 것이었다. 그러나 "오에"라는 성은 칸무 천황이 준 것이므로, 전면적으로 바꿀 수는 없어, 읽는 법은 그대로 하고, 한자만 변경했다. 또 오에(大江)는 큰 강처럼 오래도록 집이 번창하라는 의미가 있다고 한다.
오에씨에는 뛰어난 가인과 학자들이 많아, 많은 사람이 조정에 중용되었다. 중고36가선으로 불리는 와카의 명인36선에 오에씨에서는 오에노 치사토, 오에노 마사히라, 오에노 요시토키, 이즈미 시키부, 아카조메에몬 (마사히라의 아내)가 선출되었다. 오에노 마사히라의 증손자에, 헤이안 시대 굴지의 학자이자, 카와치 겐지의 미나모토노 요시이에 (하치만타로)에게 병법을 가르쳤다고 하는 오에노 마사후사가 있다.
11세기에는, 섭관가인 후지와라씨를 정점으로 한 가문 서열이 고정되어있었고, 오에씨는 5위로 지방의 국사, 중급 내지 하급 귀족이었다. 한편, 가학의 학자이기도 했으므로, 문인귀족을 배출하게 된다.

## 가마쿠라 시대
1184년 (겐랴쿠 원년)에 카와치 겐지의 동량인 미나모토노 요리토모를 섬긴 오에노 히로모토는 오에노 마사후사의 손자로, 요리토모의 패업을 내정면에서 뒷받침한다. 요리토모가 가마쿠라 막부를 열자, 히로모토는 막부의 중추를 차지하고 광대한 영예를 얻는다. 히로모토는 자식에게 영지를 분배한 것으로부터 무가의 오에씨로써 모리씨를 비롯한 무가의 조상이 된다.
1221년 (죠큐 3년), 조큐의 난에서 교토 수호의 히로모토의 적남 오에노 치카히로가 실각하고, 또 1247년 (호지 원년)에 히로모토의 4남 모리 스에미츠가 호지 전투에서 미우라 야스무라 편에 있었기 때문에 공격당하지만, 히로모토의 차남 나가이 토키히로의 자손 (나가이씨)은 가마쿠라 막부의 효조슈, 히키츠케슈 등의 요직을 지냈으며, 가마쿠라 막부 멸망 후에도 아시카가 타카우지 측근으로써 무로마치 막부 중추에 있었고, 14세기에 다테씨에게 데와국 오키타마군 나가이소를 빼앗길 때까지 세력을 유지했다.

## 그 후

한 문자에 세개의 별 (一文字に三つ星)

오에노 히로모토의 후예는 각 지방에서 무가로 활약하였다. 그 후예는 다음과 같다. 또한 스에미츠의 4남 모리 츠네미츠의 후손 (모리씨)는 아키국 요시다소에 정착하였고, 그 혈통은 전국시대에 중국지방의 패자가 된 센고쿠다이묘 모리 모토나리나, 도요토미 정권의 5대로 모리 테루모토가 나왔다. 「한 문자에 세개의 별(一文字に三つ星)」을 가문으로, 「広」,「元」를 돌림자로 하는 집이 많다.
- 아키국, 이즈모국의 모리씨
- 미카와국의 카이토씨, 사카이씨, 아시자와씨
- 에치고국의 에치고키타죠씨, 야스다씨
- 데와국의 사가에씨, 나가이씨
- 코즈케국의 나와씨

또한, 히로모토의 형 마사노리의 자손은 궁정 관인으로 남아, 무로마치 시대 후반부터는 키타코우지를 칭하고, 에도시대에는 지하가로써 3가 (쿠로우도 2가, 코노에가 제대부 1가)가 나왔다. 그 중, 대대로 쿠로우도를 맡은 2가는 에도시대 후기 코카 4년 12월 17일 (1848년 1월 22일), 당상가 (반가)에 올랐다. (마지막으로 당상가로 승격함.)

## 오에씨의 후예로 알려진 유명 인물
- 모리 모토나리
- 모리 테루모토
- 카츠라 코고로
- 카츠라 타로
- 나가이 우타